# Antalis maestratii
Antalis maestratii is een Scaphopodasoort uit de familie van de Dentaliidae. De wetenschappelijke naam van de soort is voor het eerst geldig gepubliceerd in 2008 door Scarabino.